# ليلا لي
ليلا لي (بالإنجليزية: Lila Lee) هي ممثلة أمريكية، ولدت في 25 يوليو 1901 في الولايات المتحدة، وتوفيت بنفس المكان في 13 نوفمبر 1973 بسبب سكتة. بدأت مشوارها المهني سنة 1918.

## أعمال

### أفلام
- (1922) دم ورمال

## وصلات خارجية
- ليلا لي على موقع IMDb (الإنجليزية)
- ليلا لي على موقع ألو سيني (الفرنسية)
- ليلا لي على موقع أول موفي (الإنجليزية)
- ليلا لي على موقع قاعدة بيانات برودواي على الإنترنت (الإنجليزية)
- ليلا لي على موقع قاعدة بيانات الأفلام السويدية (السويدية)
- ليلا لي على موقع إن إن دي بي (الإنجليزية)
- ليلا لي على موقع ديسكوغز (الإنجليزية)
- ليلا لي على موقع قاعدة بيانات الفيلم (الإنجليزية)
- ليلا لي على موقع كينوبويسك (الروسية)